# Dreams FC
El Dreams FC es un equipo de fútbol de Ghana que juega en la Liga de fútbol de Ghana, la primera división nacional.

## Historia
Fue fundado en el año 2009 en la capital Acra y logró el ascenso a la segunda división nacional en 2014.
El club funciona como primer equipo, popularmente llamado Stage 1 y su equipo juvenil es conocido como Stage 2. Los jugadores de la Stage 1 compiten en la Ghana Premier League. y los dirigió por primera vez en la primera división el exentrenador del Asante Kotoko y de la selección nacional juvenil Abdul Karim Zito.
El Dreams FC selló su ascenso a la liga de fútbol de Ghana por primera vez en la temporada 2015/16. En diciembre de 2016 el club descendió de la primera división por una anomalía con el registro de un jugador. La decisión la tomó el Comité Disciplinario de la asociación de Fútbol de Ghana.

## Participación en competiciones de la CAF
| Temporada | Torneo                       | Ronda            | Club                | Casa | Visita | Global   |
| --------- | ---------------------------- | ---------------- | ------------------- | ---- | ------ | -------- |
| 2023/24   | Copa Confederación de la CAF | 1                | Milo FC             | 2-1  | 1-1    | 3-2      |
| 2023/24   | Copa Confederación de la CAF | 2                | FC Kallon           | 2-1  | 1-1    | 3-2      |
| 2023/24   | Copa Confederación de la CAF | Fase de grupos   | Rivers United FC    | 2-1  | 1-2    | 1° lugar |
| 2023/24   | Copa Confederación de la CAF | Fase de grupos   | Club Africain       | 1-0  | 0-2    | 1° lugar |
| 2023/24   | Copa Confederación de la CAF | Fase de grupos   | Académica do Lobito | 4-0  | 3-2    | 1° lugar |
| 2023/24   | Copa Confederación de la CAF | Cuartos de final | Stade Malien        | 1-1  | 2-1    | 3-2      |
| 2023/24   | Copa Confederación de la CAF | Semifinales      | Zamalek SC          | 0-3  | 0-0    | 0-3      |